# Марен, Джерри
Джерри Марен (англ. Jerry Maren; 24 января 1920, Бостон, Массачусетс, США — 24 мая 2018, Сан-Диего, Калифорния, США) — американский актёр, наиболее известный ролью в фильме «Волшебник страны Оз» (1939).

## Биография
Джерард Маренги (англ. Gerard Marenghi) родился 24 января 1920 года в городе Бостон. В фильме «Волшебник страны Оз» он сыграл роль одного из жителей Волшебной страны, который, встретив Дороти, предложил ей леденец на палочке. На момент съёмок в фильме рост Джерри Марена составлял всего один метр. В этом же году он также снялся в одной из частей сериала «Пострелята» и в фильме «В цирке» с Братьями Маркс.
В дальнейшем работал в телевизионной и радиорекламе, участвовал в различных шоу.
21 ноября 2007 года он в числе шести актёров, снимавшихся в фильме «Волшебник страны Оз», был удостоен звезды на Голливудской «Аллее славы» .
После смерти Маргарет Тэтчер некоторые её противники пытались продвинуть на радиочартах песню из фильма «Волшебник страны Оз» «Ding-Dong! The Witch Is Dead» (Динь-Дон! Ведьма умерла), чтобы отпраздновать её смерть. Джерри Марен вместе с Рут Дуччини, также снимавшейся в этом фильме, протестовали против этой акции, называя использование песни в таких целях ужасным.
В 1975 году Джерри Марен женился на Элизабет Баррингтон и жил с ней до её смерти в 2011 году.
В последние годы страдал от деменции. Марен умер в Сан-Диего, штат Калифорния, 24 мая 2018 года в возрасте 98 лет от сердечно-легочной недостаточности.

## Фильмы
| Год  |   | Русское название                | Оригинальное название            | Роль                               |
| ---- | - | ------------------------------- | -------------------------------- | ---------------------------------- |
| 1938 | ф | Ужас крошечного городка         | The Terror of Tiny Town          | горожанин                          |
| 1939 | ф | Волшебник страны Оз             | The Wizard of Oz                 | житель Волшебной страны с леденцом |
| 1939 | ф | В цирке                         | At the Circus                    | профессор                          |
| 1940 | ф | Золотые сборы                   | The Golden Fleecing              | карлик в телефонной будке          |
| 1941 | ф | Мейси была леди                 | Maisie Was a Lady                | карлик                             |
| 1942 | ф | Верный армии                    | True to the Army                 | Делрой                             |
| 1942 | ф | Пальцы на стекле                | Fingers at the Window            | маленький парень                   |
| 1942 | ф | За горизонтом                   | Beyond the Blue Horizon          | абориген                           |
| 1942 | ф | Сюда мы вернёмся снова          | Here We Go Again                 | дублёр Чарли Маккарти              |
| 1943 | ф | Плоть и фантазия                | Flesh and Fantasy                | карлик                             |
| 1944 | ф | Молчаливый партнёр              | Silent Partner                   | посыльный                          |
| 1944 | ф | Джонни здесь больше не живёт    | Johnny Doesn’t Live Here Anymore | гремлин                            |
| 1945 | ф | Позовите девушек                | Bring on the Girls               | карлик                             |
| 1945 | ф | Великий Джон Л.                 | The Great John L.                | карлик                             |
| 1945 | ф | Это дух                         | That’s the Spirit                | карлик                             |
| 1945 | ф | Таверна Даффи                   | Duffy’s Tavern                   | карлик                             |
| 1945 | ф | Ангел приходит в Бруклин        | An Angel Comes to Brooklyn       | карлик                             |
| 1946 | ф | Три мудрых дурака               | Three Wise Fools                 | сэр Боулдер                        |
| 1948 | ф | Вы согласны с этим?             | Are You with It?                 | карлик                             |
| 1948 | ф | Когда моя крошка улыбается мне  | When My Baby Smiles at Me        | карлик                             |
| 1949 | ф | Самсон и Далила                 | Samson and Delilah               | шут                                |
| 1951 | ф | Супермен и люди-кроты           | Superman and the Mole Men        | человек-крот                       |
| 1967 | с | Моя жена меня приворожила       | Bewitched                        | гремлин                            |
| 1968 | ф | Планета обезьян                 | Planet of the Apes               | ребёнок-обезьяна                   |
| 1969 | ф | Хелло, Долли!                   | Hello, Dolly!                    | карлик                             |
| 1970 | ф | Бигфут                          | Bigfoot                          | детёныш чудовища                   |
| 1970 | с | Напряги извилины                | Get Smart                        | близнец                            |
| 1973 | ф | Маленькие сигары                | Little Cigars                    | Кадиллак                           |
| 1977 | с | Ангелы Чарли                    | Charlie’s Angels                 | работник цирка                     |
| 1978 | ф | Возвращение капитана Немо       | The Return of Captain Nemo       | Цезарь                             |
| 1978 | ф | Несносные медведи едут в Японию | The Bad News Bears Go to Japan   | паж                                |
| 1980 | ф | Там, где бродит бизон           | Where the Buffalo Roam           | посыльный                          |
| 1981 | ф | Под радугой                     | Under the Rainbow                | гость в отеле                      |
| 1982 | с | Лу Грант                        | Lou Grant                        | человек на улице                   |
| 1983 | ф | Именно так зло и приходит       | Something Wicked This Way Comes  | демонический карлик                |
| 1983 | ф | Американская школа              | High School U.S.A.               | робот                              |
| 1983 | ф | Существо                        | The Being                        | монстр                             |
| 1984 | ф | Сексуальные движения            | Hot Moves                        | хозяин аттракциона                 |
| 1984 | ф | В тиши ночной                   | It Came Upon the Midnight Clear  | эльф                               |
| 1986 | ф | Дом                             | House                            | существо                           |
| 1986 | с | Сумеречная зона                 | The Twilight Zone                | существо                           |
| 1987 | ф | Космические яйца                | Spaceballs                       | Динк                               |
| 1988 | ф | На лоне природы                 | The Great Outdoors               | незнакомец                         |
| 1997 | с | Сайнфелд                        | Seinfeld                         | папа                               |
| 2010 | ф | Дамер против Гейси              | Dahmer vs. Gacy                  | мим                                |